# La Casa Verde
La Casa Verde (titolo originale La Casa Verde) è il secondo romanzo dello scrittore peruviano, premio Nobel per la letteratura, Mario Vargas Llosa, pubblicato nel 1966. Ambientato nell'arco di quarant'anni, tra gli albori del XX secolo fino agli anni Sessanta, in due regioni del Perù: si svolge tra la comunità di Piura, una cittadina polverosa vicino alla costa nel nord, e l'Amazzonia peruviana, la regione della giungla vicino al fiume Marañón.
Narra le storie di alcune persone, i cui destini sono destinati ad intrecciarsi. A sottolineare l'imprevedibilità dei percorsi umani, i racconti si alternano in maniera cronologicamente non lineare, talvolta sovrapponendosi anche all'interno delle singole sezioni narrative.
Il romanzo vinse nel 1967 la prima edizione del Premio Rómulo Gallegos.

## Trama
Tra Piura, piccola cittadina peruviana posta in prossimità dell'oceano Pacifico, circondata dalla sabbia del deserto, che a volte cade anche dal cielo, e la regione amazzonica che si snoda lungo il rio Marañón ed i suoi affluenti, selvaggia e brulicante di vita, nulla sembra poter suggerire legami possibili. Ma la sorte ha i suoi piani, ed ecco che le storie delle persone che vivono in questi due mondi così opposti sono destinate a collegarsi in modi imprevedibili. Storie di giovani ragazze indios rapite per essere condotte alla vera fede nelle missioni, sotto la sorveglianza severa ed interessata delle autorità locali e dei commercianti che lucrano sul ricco commercio del caucciù. O di briganti che predano chiunque senza discrimine, e degli uomini che li braccano, delegati a mantenere l'ordine in una selva dove la natura è la vera ed unica dominatrice, come ben sanno le preziose guide, che sui fiumi sono cresciuti, imparando a capirli e temerli. Storie di giovani compagni di bisboccia che crescendo vedono cambiare la cittadina in cui vivono, cercando comunque di rimanere fedeli alle proprie origini, ma senza riuscirci del tutto. E come filo che il destino usa per legare le vite di alcune di queste persone, si dipana la singolare storia della mitica Casa Verde e del suo primo proprietario e costruttore, don Anselmo, di origini misteriose ma piurano di adozione, e poi mangache per diritto acquisito. La sua arpa sarà lo strumento della sua rinascita, unica difesa dai rovesci malefici della sorte, accompagnando la vita degli abitanti del sobborgo della Mangachería nei cambiamenti che trasformeranno la piccola cittadina in una grande e moderna città, relegando ai margini gli orgogliosi mangaches, custodi di memorie ed abitudini antiche.

## Personaggi
- Bonifacia. Nata nella giungla, tra gli aguaruna, cresciuta dalle suore, che però non riescono a cancellarne la natura libera. Finisce sposa al sergente Lituma, e per amore affronta una difficile integrazione nella cittadina di Piura. Diventerà la Selvática, nella nuova Casa Verde.
- Lituma. Piurano della Mangacheria, orgoglioso e volitivo, lascia i suoi amici, gli inconquistabili, per cercare una strada diversa, arrivando però a capire di non potere abbandonare le proprie radici. La sorte gli giocherà due brutti tiri, ma non ne fiaccherà lo spirito.
- Don Anselmo. Comparso dal nulla, diviene presto un punto di riferimento per la piccola comunità piurana, offrendogli un'occasione di vita con la Casa Verde. L'amore impossibile per la sventurata Antonia diventerà la causa della sua caduta, da cui però riuscirà a risollevarsi grazie alla sua fida arpa, ed ai fedeli amici Alejandro e Bolas.
- Adrián Nieves. Guida che conosce il fiume e le sue abitudini, ma che la cattiva sorte costringe alla vita da fuggiasco, e dopo un breve periodo di serenità al fianco di Lalita, carcerato senza colpa.
- Fushía. Per raggiungere la ricchezza è passato attraverso ogni nefandezza, tradendo tutti e da tutti venendo tradito, tranne che dal fedele Aquilino. La sorte però alla fine gli si rivolta contro, punendolo in modo atroce.
- Lalita. Da giovane segue il suo amato, ma dopo aver subíto troppo lo lascia per il più fedele Adrián, legame però destinato comunque a sciogliersi sotto i colpi della cattiva sorte.
- Aquilino. Spinto da Fushía a lasciare la propria città per una vita nomade ma libera, ne diventa l'unico vero amico, fino alla fine.
- Julio Reátegui. Affarista che usa la propria abilità ed il ruolo pubblico conquistato per sfruttare gli indios per i propri interessi, senza troppi scrupoli.

## Edizioni italiane
- La Casa Verde, traduzione di Enrico Cicogna, Collana Supercoralli, Torino, Einaudi, 1970, ISBN 88-06-12375-0. - 1997, ISBN 978-88-062-9520-2.
- La Casa Verde. Preceduto da Storia segreta di un romanzo, Collana ETascabili n.474, Torino, Einaudi, 1997, ISBN 978-88-06-14491-3.